# 제임스 돈랜

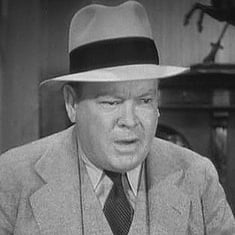

제임스 돈랜(James Donlan, 1888년 7월 23일 ~ 1938년 6월 7일)은 미국의 배우이다.
샌프란시스코에서 태어났으며 할리우드에서 사망하였다. 사인은 심근 경색이다.

## 영화
- 돈 윈슬로 오브 더 코스트 (1943년)
- 황무지 (1935년)
- 고 인투 유어 댄스 (1935년)
- 항간의 화제 (1935년)
- 하이, 넬리! (1934년) - 에반스 역
- 지옥의 시장 (1933년)
- 삶의 설계 (1933년)
- 닥터 불 (1933년)
- 특종 기사 (1931년)